# Rally RN 1500
O rally RN 1500 é uma das maiores provas de rally do Brasil. Considerado o segundo maior rally cross-country do país,  foi criado em 1994, e é considerado um dos mais completos e bem elaborados pois percorre diversos cenários, como serras, sertões de pedras, dunas e beira mar do estado do Rio Grande do Norte.
Em 1999 a prova fez parte da Copa Baja Brasil e em 2003 tornou-se etapa do Campeonato Brasileiro de Rally Cross Country da Confederação Brasileira de Motociclismo, desde então, o RN 1500, tornou-se uma prova tradicional do rally brasileiro.
O RN 1500 tem esse nome porque a proposta são 1.500 quilômetros totais em média a serem desbravados pelos pilotos.

## Edição 2017
Resultado por categoria:
| Categoria         | Posição | Piloto                | Tempo     |
| ----------------- | ------- | --------------------- | --------- |
| Geral             | 1º      | Tunico Maciel         | 6h49min27 |
| Geral             | 2º      | Gregorio Caselani     | 6h50min28 |
| Geral             | 3º      | Jean Azevedo          | 6h57min11 |
|                   |         |                       |           |
| Superproduction   | 1º      | Gregorio Caselani     | 6h50min28 |
| Superproduction   | 2º      | Jean Azevedo          | 6h57min11 |
| Superproduction   | 3º      | Zé Hélio              | 7h04min18 |
|                   |         |                       |           |
| Production Aberta | 1º      | Tunico Maciel         | 6h49min27 |
| Production Aberta | 2º      | Marco Antonio Pereira | 7h29min58 |
| Production Aberta | 3º      | John Monteath         | 7h31min32 |
|                   |         |                       |           |
| Nacional          | 1º      | Túlio Malta           | 7h36min26 |
| Nacional          | 2º      | Allysson Karlus Ramos | 8h02min07 |
| Nacional          | 3º      | André Bezerra         | 8h04min54 |

## Edição 2018
Resultado por categoria:
| Categoria         | Posição | Piloto                    | Tempo     |
| ----------------- | ------- | ------------------------- | --------- |
| Geral             | 1º      | Gregório Caselani - Honda | 8:03:59   |
| Geral             | 2º      | Jean Azevedo - Honda      | 8:04:03   |
| Geral             | 3º      | Tunico Maciel - Honda     | 8:17:49   |
|                   |         |                           |           |
| Superproduction   | 1º      | Gregório Caselani - Honda | 8:03:59   |
| Superproduction   | 2º      | Jean Azevedo - Honda      | 8:04:03   |
| Superproduction   | 3º      | Ricardo Martins - Yamaha  | 7h04min18 |
|                   |         |                           |           |
| Production Aberta | 1º      | Tunico Maciel             | 8:17:49   |
| Production Aberta | 2º      | Mario Marchiori           | 8:28:12   |
| Production Aberta | 3º      | Luciano Gomes             | 8:41:07   |
|                   |         |                           |           |
| Rally Brasil      | 1º      | Júlio "Bissinho" Zavatti  | 8:41:37   |
| Rally Brasil      | 2º      | Denis de Andrade          | 9:51:12   |
| Rally Brasil      | 3º      | Yuri Giordano             | 10:04:54  |